# Serra de la Carrasqueta
La serra de la Carrasqueta és una alineació muntanyenca situada entre les comarques de l'Alcoià i l'Alacantí, al País Valencià. És tracta d'una serralada amb les delimitacions geogràfiques poc definides, pel que s'entén que la serra dels Plans, a la part oriental, o la serra del Quarter pel nord, també formen part del conjunt.
La Carrasqueta presenta una alineació clarament bètica amb direcció de nord-est a sud-oest. Al sud és el congost del riu de Coscó, tributari del Montnegre o Verd, l'element que trenca la continuïtat amb la serra de la Penya-roja, entre Tibi i Xixona. El flanc septentrional, per on discorre la serra del Quarter amb altures com la del Cabeç de Corbó (1.205 m.) delimita la Canal d'Ibi, corredor de comunicació entre les foies d'Alcoi i Castalla. Al vessant sud de la Carrasqueta trobem la foia de Xixona, i entre les dues depressions (la d'Ibi i la de Xixona), al bell mig de la serra està el coll de la Carrasqueta (1.020 m.) per on discorre la carretera entre Alacant i Alcoi (CV-800). Cap a l'est la serra dels Plans li dóna continuïtat al conjunt on es troben les majors altures com el cim dels Plans amb 1.329 metres i amb una vegetació boscosa millor conservada amb predomini de la carrasca (Quercus rotundifolia).
A un dels cims a prop del coll de la Carrasqueta trobem el repetidor d'ACPV que durant 20 anys permeteren vore TV3 per les comarques de l'Alcoià, l'Alacantí i el Baix Vinalopó. Les emissions varen ser clausurades per decisió judicial el 2007.